# ワルター・ニーマン
ワルター・ルドルフ・ニーマン（Walter Rudolph Niemann, 1876年10月10日 – 1953年6月17日 ライプツィヒ）は、ドイツの音楽ジャーナリスト・作曲家。

## 略歴
イグナツ・モシェレス門下の作曲家ルドルフを父にハンブルクに生まれ、父親から音楽の手解きを受ける。その後ライプツィヒで作曲法をエンゲルベルト・フンパーディンクとカール・ライネッケに、音楽学をフーゴー・リーマンに師事。1901年に博士号を取得後は文筆業に入り、ヨハネス・ブラームスやジャン・シベリウスの評伝を上梓し、『ライプツィヒ新報（Leipziger Zeitungen）』に音楽評論を寄稿した。その後は次第に（1917年からほぼ最晩年まで）作曲活動に専念し、ピアニストとしても活動した。

## 作品
ニーマンは、作品番号にして190曲ほどの作品を遺しており、そのほとんどがピアノ曲で占められている。当初は数あるドイツの作曲家の中でも、ブラームスを手本にしていたが、やがてフランス印象主義音楽に強く影響されるようになった。変化に富んだ、しばしば細密画のようなピアノ曲は、過去への傾倒（《ワトーの時代から（Aus Watteaus Zeit）》《無憂宮（Sanssouci）》《マイセン焼（Meißner Porzellan）》）が題名に反映されており、はたまた《昔の中国（Alt China）》作品62や《蘭の薗（Der Orchideengarten）》作品76、《異国の園丁（Der exotische Pavillon）》といった作品では、イギリス人作曲家のシリル・スコットにも似た異国情緒的な題材への関心が表出されている。
最初に出版された著書『ピアノの巨匠（Meister des Klaviers: die Pianisten der Gegenwart und der letzten Vergangenheit）』（1919年）は、今日でもピアニストについての模範的な参考文献として通用しており、度々版を重ねて、今日まで重用され、引用されてきた。

### 主要著作一覧
- Das Klavierbuch, kurze Geschichte d. Klaviermusik u. ihrer Meister, d. Klavierbaues u. d. Klavierliteratur. Mit Tab. über d. Klavierbau u. e. Übersicht über d. Klavierliteratur. Callwey, München 1907, 1930 (13. Aufl.).
- Meister des Klaviers, die Pianisten der Gegenwart und der letzten Vergangenheit. Schuster & Loeffler, Berlin 1919, 1921 (14. Aufl.).
- Mein Leben fürs Klavier; Autobiographie, Hrsg. Gerhard Helzel, Staccato-Verlag, Düsseldorf 2008